# Synendotendipes luski
Synendotendipes luski är en tvåvingeart som beskrevs av Grodhaus 1987. Synendotendipes luski ingår i släktet Synendotendipes och familjen fjädermyggor.
Artens utbredningsområde är Kalifornien. Inga underarter finns listade i Catalogue of Life.